# Poloniny
Poloniny (Poloninské Beskydy, Východní Beskydy) jsou geomorfologická oblast ve Vnějších Východních Karpatech v Polsku, na Ukrajině a okrajově i na Slovensku.

## Geografie
Na západě a jihozápadě na ně navazují Nízké Beskydy. Na jihu s nimi sousedí Vihorlatsko-gutinská oblast (ukrajinsky Вигорлат-Гутинський хребет, též Вулканічний хребет, Vyhorlat-Hutyns'kyj chrebet, Vulkaničnyj chrebet).
Jediný celek Polonin na území Slovenska jsou Bukovské vrchy. Nacházejí se na severovýchodním Slovensku na hranicích s Polskem a Ukrajinou a je v nich vyhlášený Národní park Poloniny.

## Členění
Podle polského členění podle Jerzyho Kondrackého odpovídají Poloniny subprovincii Beskidy Wschodnie (Východní Beskydy – nezaměňovat s oblastí Východné Beskydy definovanou ve slovenském členění), která se dělí na dva makroregiony a dvanáct mezoregionů:
- 522.1 Beskidy Lesiste (Лісисті Карпати, Lesné Karpaty, Lesní Karpaty) – severní, vnější pásmo. V ukrajinských zdrojích není ovšem pojem Lesní Karpaty pevně ukotvený a může označovat celé Ukrajinské Karpaty.
  - 522.11 Góry Sanocko-Turczańskie (Стрийсько-Сянська Верховина / Stryjs'ko-Sjans'ka Verchovyna) [severní část c1 na mapě] – leží podél polsko-ukrajinské hranice severně od Bieszczad, mezi řekami San a Stryj
  - 522.12 Bieszczady Zachodnie [jižní část c1] – podél polsko-slovenské a posléze polsko-ukrajinské hranice až k Užockému průsmyku
  - 522.13 Bieszczady Wschodnie [jižní část c3 a c2?] – od Užockého průsmyku na nejjihovýchodnějším konci Polska po Vyškovský průsmyk, který je odděluje od Horhan; nejvyšší vrchol Pikuj (1405). Ukrajinsky se tato východní část nazývá Вододільний хребет / Vododil'nyj chrebet nebo Верховинський Вододільний хребет / Verchovyns'kyj Vododil'nyj chrebet podle hlavního karpatského rozvodí mezi Vislou, Tisou a Dněstrem
  - 522.14 Beskidy Brzeżne (Верхньодністровські Бескиди / Verchn'odnistrovs'ki Beskydy) [severní část c2] – navazují na Stryjsko-sanskou vrchovinu za řekou Stryj. Spadají do povodí Dněstru. Leží převážně ve Lvovské oblasti, ale zasahují až do Ivanofrankivské. Leží v nich města Sambir (Sambor), Schidnycja (Schodnica) a Stryj. Na východě na ně navazují Skolivs'ki Beskydy (Сколівські Бескиди).
  - 522.15 Gorgany (Ґорґани / Gorgany nebo Горганы / Horhany) [c4] – navazují na Vododil'nyj chrebet od Vyškovského průsmyku dále k východu.
  - 522.16 Beskidy Pokucko-Bukowińskie (Покутсько-Буковинські Карпати / Pokuts'ko-Bukovyns'ki Karpaty) [c5]
- 522.2 Beskidy Poloninské (Полонинські гори / Polonyns'ki hory, Полонинський хребет / Polonyns'kyj chrebet) – jižní, vnitřní pásmo
  - 522.21 Polonina Rovná (Полонина Рівна / Polonyna Rivna, též Полонина Руна / Polonyna Runa) [c6] – nejvyšší bod Riwna (1482). Ukrajinští zeměpisci ji někdy zahrnují pod Východní Běščady.
  - 522.22 Polonina Boržava (Полонина Боржава / Polonyna Boržava) [c7] – Stoj (1677)
  - 522.23 Polonina Krásná (Полонина Красна / Polonyna Krasna, Krásná polonina), [c9]
  - 522.24 Svidovec (Свидівець / Svydivec', Svidovec) [c10] – Bliznica (1883)
  - 522.25 Čornohora (Чорногора / Čornohora, na starších československých mapách též Čorna hora) [c11] – Hoverla (2061)
  - 522.26 Połoniny Hryniawskie (Гриняви / Hrynjavy) [c12] – Baba Ludowa (1590)